# 1915年弹药危机
1915年弹药危机是英国在第一次世界大战时期的政治危机，由弹药短缺引起。而这是因为在过去军队作战所需要的弹片并不能很好地发挥作用在堑壕战中，造成了弹药的浪费。受此影响，1916年劳合乔治取代阿斯奎斯出任首相。

## 泰晤士報攻擊基奇納
自1914 年秋季以來，彈藥短缺一直是一個嚴重的問題，英國陸軍總司令約翰·弗倫奇爵士在接受《泰晤士報》採訪時呼籲提供更多彈藥。《泰晤士報》和《每日郵報》的所有者諾斯克利夫勳爵將他侄子最近的陣亡歸咎於戰爭大臣赫伯特·基奇納。根據基奇納的保證，阿斯奎斯在紐卡斯爾（4月20日）的一次演講中表示軍隊有足夠的彈藥。
1915 年 5 月 9 日奧伯斯山脊襲擊失敗後， 《泰晤士報》戰地記者查爾斯·考特·雷平頓上校向他的報紙發了一封電報，指責缺乏高爆彈。儘管 Repington 當時否認他事先知道，但 French 還是向他提供了信息，並派Brinsley Fitzgerald和 Freddy Guest 到倫敦向 Lloyd George 和高級保守黨Bonar Law和Arthur Balfour出示相同的文件。
1915 年 5 月 14 日， 《泰晤士報》的頭條是：“需要砲彈：英國的襲擊已被阻止：供應有限的原因：來自法國的教訓”。它評論說“我們沒有足夠的高能炸藥來將敵人的護牆降到地面......缺乏無限供應的高能炸藥是我們成功的致命障礙”，將戰鬥的失敗歸咎於政府。然而，由於他的名聲，英國公眾對質疑基奇納猶豫不決，導致報紙隨後發行量下降，儘管越來越多的人認為政治角色不合適。

### 军需大臣
为解决弹药不足，设立军需大臣职位，第一任由大卫·劳合乔治担任。

### 引用
1. ↑  Strachan 2001，第992–1,105頁.
2. ↑  Holmes，第289–290頁.

### 文献
- Holmes, Richard. . 2004. ISBN 978-0-297-84614-7.